# 3Landesmuseen
Unter dem Namen 3Landesmuseen Braunschweig treten die Niedersächsischen Landesmuseen Braunschweig gemeinsam auf. Dieser Verbund staatseigener Betriebe wurde im Jahr 2007 gegründet. Der betriebswirtschaftliche Leiter ist Gerhard Göhring.

## Standorte
3Landesmuseen ist in drei Museen mit vielen Standorten eingeteilt.

### Braunschweigisches Landesmuseum

Logo des BLM

Das Braunschweigische Landesmuseum (BLM) wurde im Jahre 1891 als „Vaterländisches Museum“ gegründet und umfasst eine der größten Museumssammlungen in Niedersachsen; vom Faustkeil, Trabi und Kirchenaltar bis zur Atomuhr, heidnischen Grabbeigaben und Thorarolle. Es hat vier Standorte: Vieweg-Haus, Hinter Aegidien, Bauernhaus Bortfeld (zurzeit geschlossen) und Kanzlei Wolfenbüttel.
Standorte

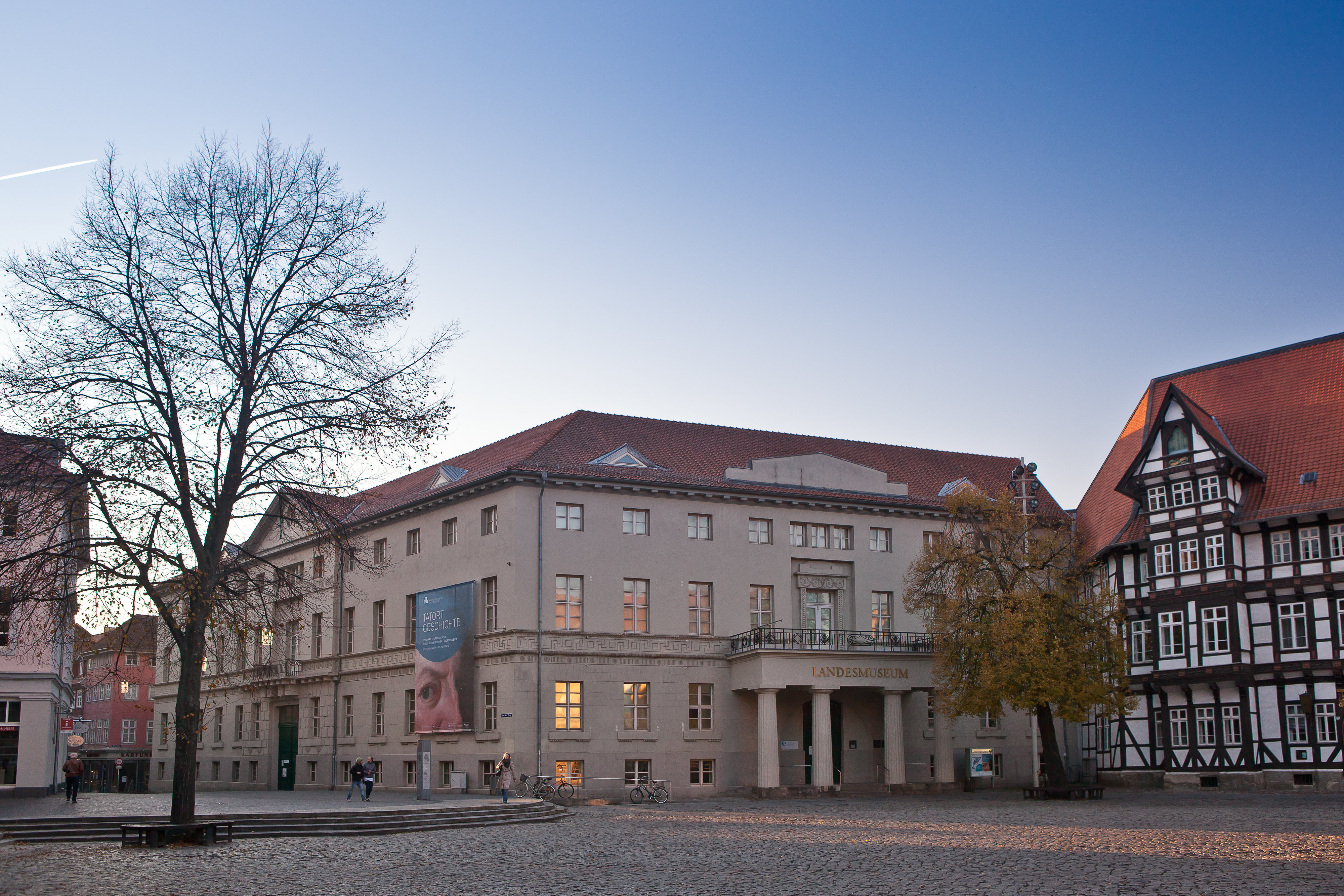
Vieweg-Haus
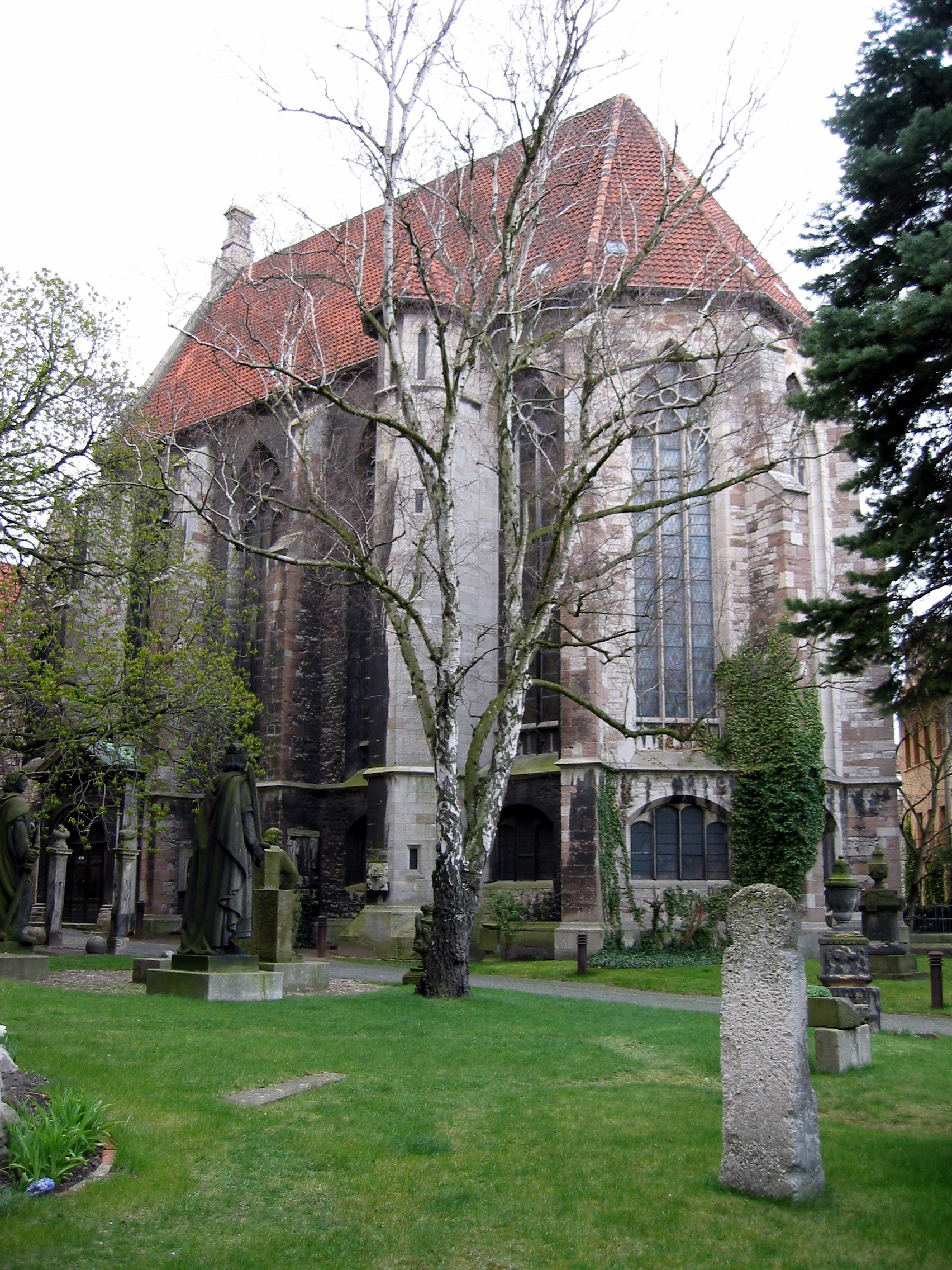
Hinter Aegidien
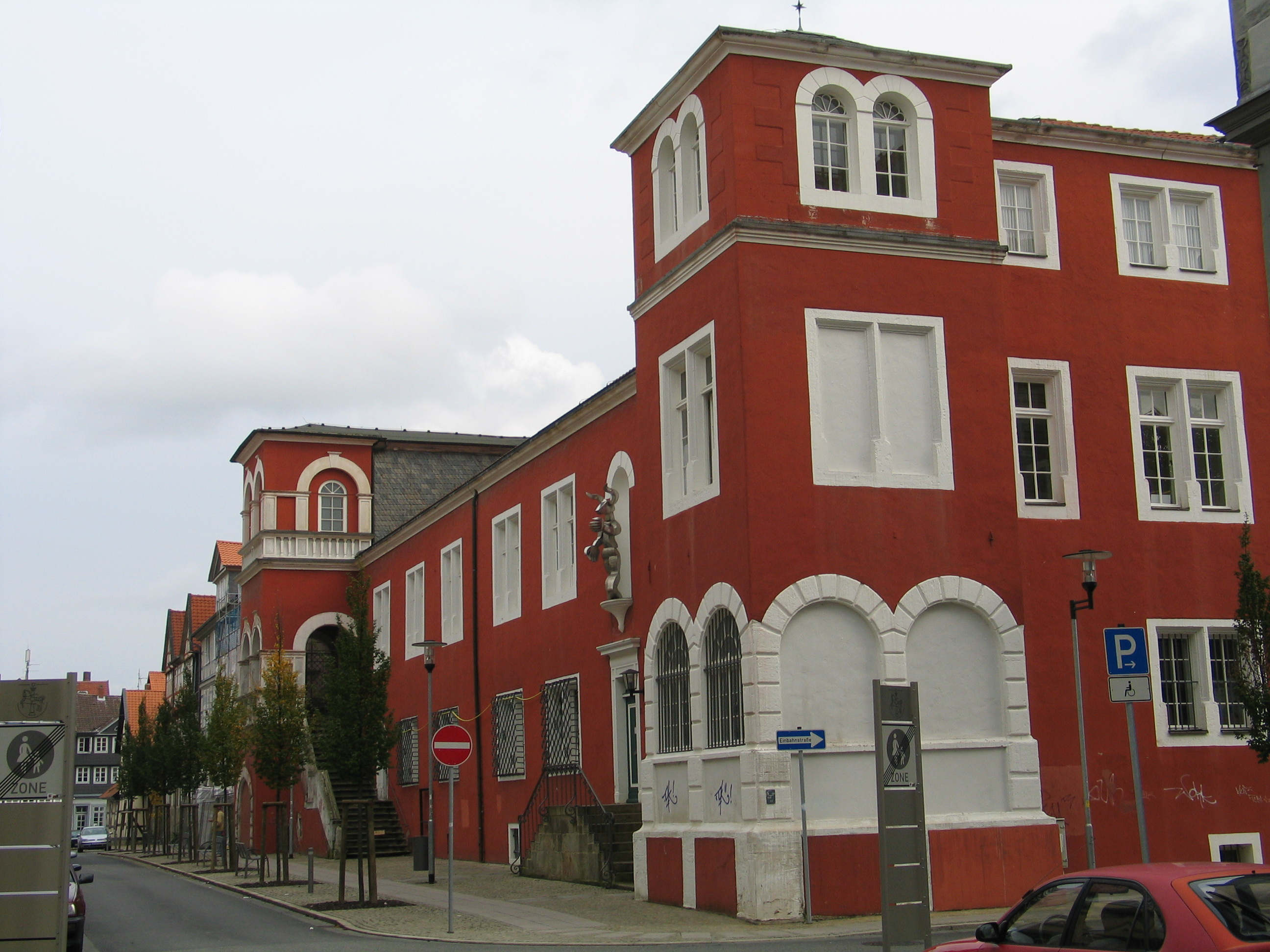
Kanzlei Wolfenbüttel

### Herzog Anton Ulrich-Museum

Logo des HAUM

Das Herzog Anton Ulrich-Museum (HAUM) ist das älteste Kunstmuseum Europas mit vielen Kunstsammlungen und befindet sich an zwei Standorten: Museumstraße und Burg Dankwarderode. Das Haupthaus an der Museumstraße wurde von Grund auf renoviert und nach siebenjähriger Bauzeit am 23. Oktober 2016 wiedereröffnet. In der Burg Dankwarderode befindet sich das Original des Burglöwen. Er ist das Wahrzeichen der Stadt. Auch Teile des Welfenschatzes und der Kaisermantel von Otto IV. sind zu sehen.
Standorte

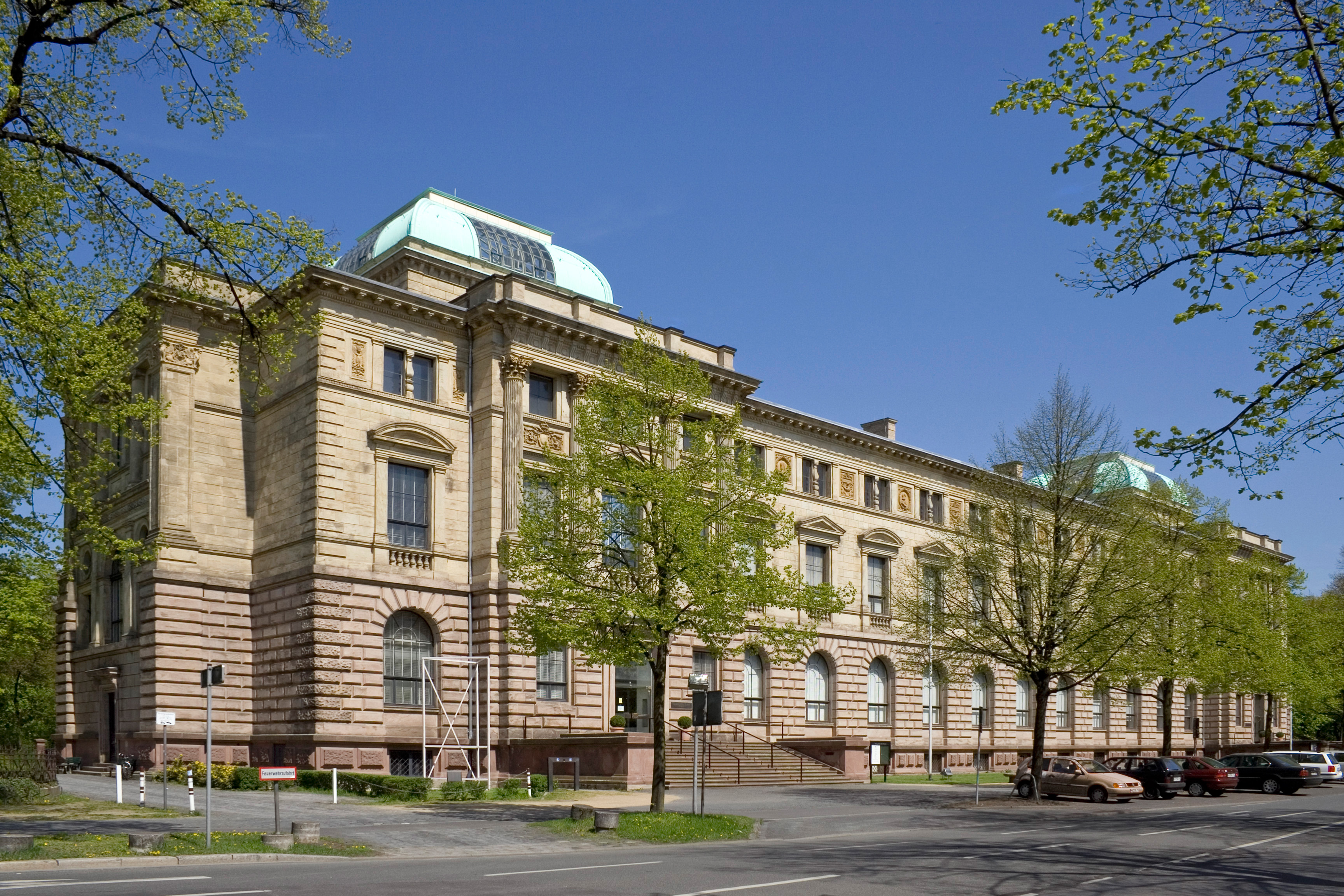
Museumstraße
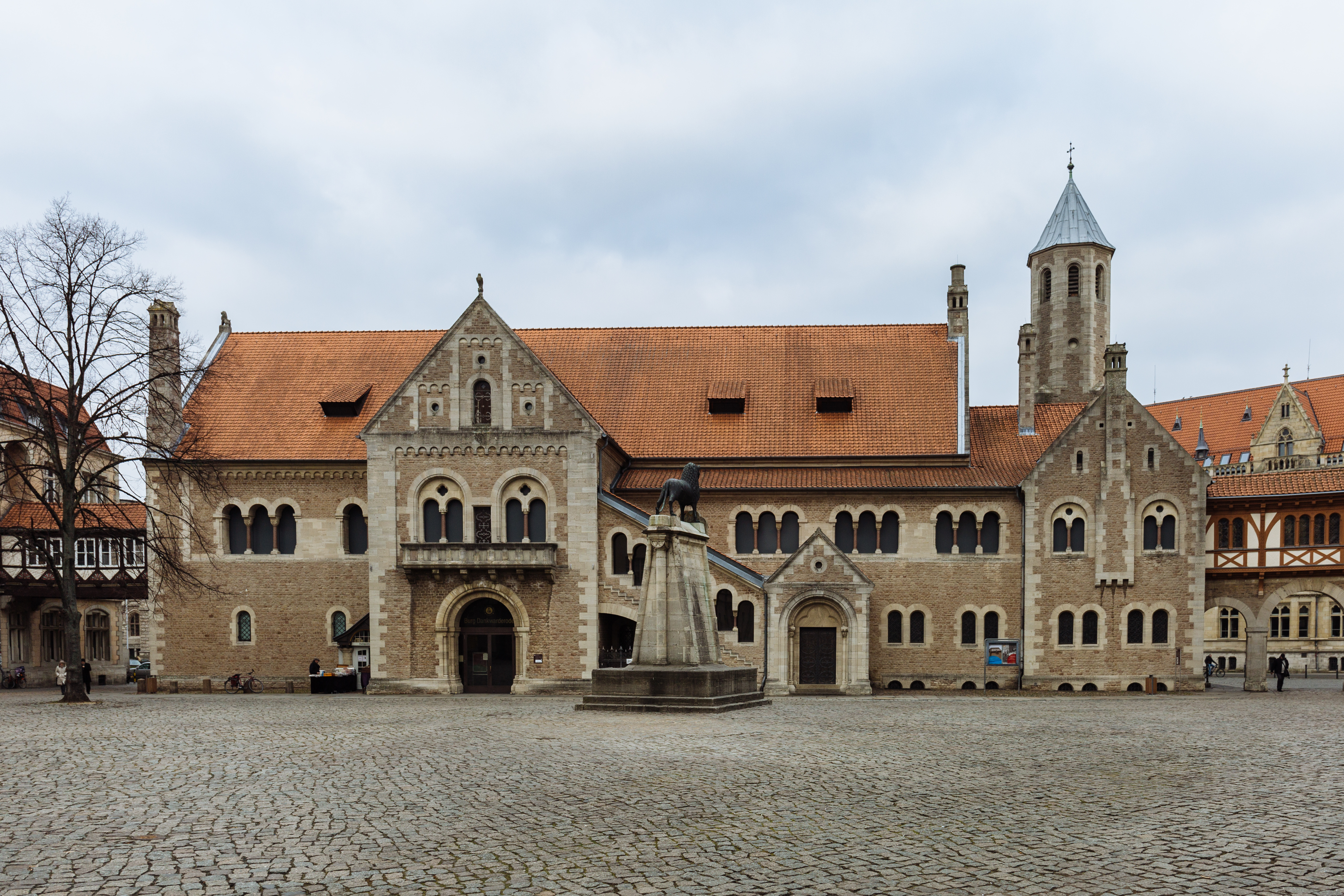
Burg Dankwarderode

### Staatliches Naturhistorisches Museum

Logo des SNHM

Mit bis zu 250 Jahren gehört das Staatliche Naturhistorische Museum Braunschweig (SNHM) zu den ältesten Naturkundemuseen weltweit. Mit etwa 440.000 Objekten (etwa 320.000 Wirbellose, 75.000 Wirbeltiere und 45.000 Fossilien) zählt es als größte naturkundliche Sammlung Niedersachsens. Auch viele Dinosaurier- und Tierskelette sowie Vogelsammlungen sind dort zu sehen.